# Ярмолюк Максим Миколайович
Максим Миколайович Ярмолюк — старший солдат Збройних сил України, учасник російсько-української війни, відзначився у ході російського вторгнення в Україну.

## Життєпис
Народився в м. Острог Рівненської області. Закінчив школу №3 в місті Острог. Навчався на кухаря в Острозькому вищому професійному училищі. 
З 2020-го, з 18 років присвятив своє життя службі у Збройних Силах України. Став до лав 128-ї окремої гірсько-штурмової бригади. 
Під час повномасштабного вторгнення у 2022 році був навідником РСЗО «Град» у реактивному артилерійському дивізіоні. З перших днів великої війни разом із побратимами давав відсіч російським окупантами на найгарячіших ділянках фронту. Зокрема, боронив Київщину. За оборону Ірпеня та Бучі у березні 2022-го воїн був нагороджений орденом «За мужність» ІІІ ступеня. Восени 2023-го його бригада стала на захист Запорізького напрямку.
Загинув 3 листопада 2023 року в с. Зарічне Запорізької області в результаті ракетного удару по 128-й окремій гірсько-штурмовій бригаді. На момент смерті був 21 рік .
9 листопада 2023 похований в рідному місті Острог.

## Нагороди
- орден «За мужність» III ступеня (2022) — за особисту мужність під час виконання бойових завдань, самовіддані дії, виявлені у захисті державного суверенітету та територіальної цілісності України, вірність військовій присязі[3].